# 天皇山
天皇山（：／ Cheonhwangsan */?）是一座位于韓國庆尚南道密阳市与蔚山之间的山峰，主峰標高海拔1189公尺，属于太白山脉。
位處天皇山北側山腰的冰谷（韓語：얼음골），被列為韓國第224號天然紀念物，是著名的旅遊景點。